# Zuidelijke Oceaan

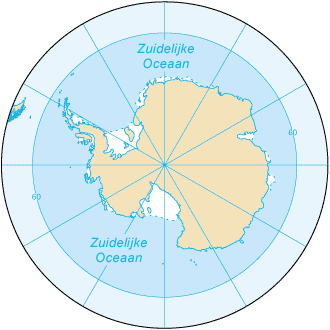
De Zuidelijke Oceaan

De Zuidelijke Oceaan, ook wel Antarctische Oceaan, Zuidpoolzee of Zuidelijke IJszee genoemd, is een tamelijk recente term voor de oceaan rondom Antarctica tot aan 60 graden zuiderbreedte. Deze oceaan is de op drie na grootste van de vijf belangrijkste oceanen. Het is de zone waar de koude, noordwaarts stromende wateren van het Antarctische gebied zich mengen met de warmere subantarctische wateren.
Geografen zijn het oneens over de noordelijke grens van de Zuidelijke Oceaan, of zelfs het bestaan ervan en beschouwen de wateren als de zuidelijke delen van de Indische Oceaan, Atlantische Oceaan en Grote Oceaan. Anderen beschouwen de Antarctische convergentie, een oceaanzone die met het seizoen fluctueert, als de scheidingslijn in plaats van de 60e breedtegraad. De Australische autoriteiten beschouwen de Zuidelijke Oceaan als liggend direct ten zuiden van Australië.
De Internationale Hydrografische Organisatie (IHO) heeft de definitie, ten zuiden van 60° zuiderbreedte, van 2000 van de oceaan niet geratificeerd. De laatst gepubliceerde definitie van oceanen dateert van 1953. Die definitie kent geen Zuidelijke Oceaan.

## Eigenschappen
De Zuidelijke Oceaan ligt op het zuidelijk halfrond. Hij heeft over het grootste deel een diepte van tussen de 4000 en 5000 meter met slechts beperkte gebieden met ondiep water. Het Antarctische continentaal plat is op de meeste plaatsen smal en ongewoon diep, de rand ligt op een diepte tot 800 meter, vergeleken met een wereldwijd gemiddelde van 133 meter voor een continentaal plat.
Het Antarctische pakijs fluctueert met de seizoenen van een gemiddeld minimum van 2,6 miljoen vierkante kilometer in maart tot ongeveer 18,8 miljoen vierkante kilometer in september, een meer dan zevenvoudige toename van de oppervlakte.
De westenwinddrift stroomt rondom Antarctica in oostelijke richting. Deze 's werelds langste zeestroom van 21 000 kilometer transporteert 130 miljoen kubieke meter water per seconde. Ten zuiden van de westenwinddrift liggen twee gyres, de Rossgyre en de Weddellgyre.
De Zuidelijke Oceaan heeft een maximale diepte van 7236 meter aan het zuidelijke eind van de Zuid-Sandwichtrog op 60° 0′ ZB, 24° 0′ WL.
Atlantische Oceaan · 
Grote Oceaan · 
Indische Oceaan · 
Noordelijke IJszee · 
Zuidelijke Oceaan